# عائلة جينية

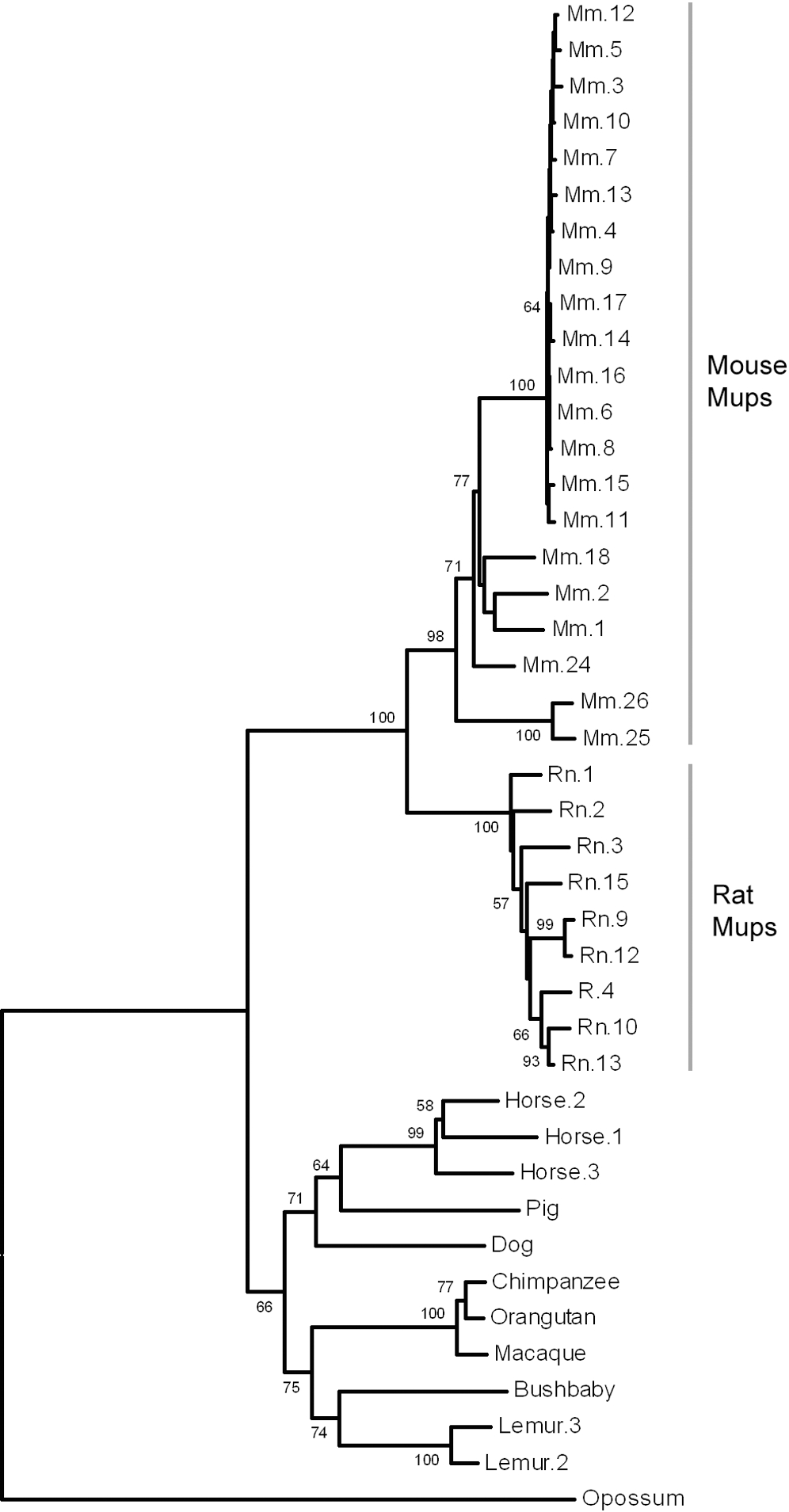
شجرة تّطوّريَّة سلاليَّة لعائلة البروتينات البولية الرئيسية (Mup)

العائلة الجينية (بالإنجليزية: Gene family)‏ هي مجموعة من الجينات المتشابهة التي تكونت من تضاعف جين أصلي واحد، وعادةً ما تكون لديها وظائف حيوية كيميائية متشابهة أيضاً. من الأمثلة على هذه العائلات هي عشرة الجينات المسؤولة عن وحدات الهيموغلوبين في الإنسان، وهذه الجينات مقسمة لمجموعتين في الكروموسومين المختلفين، وتسمى هاتان المجموعتان المواضع الكروموسومية لغلوبين-ألفا وغلوبين-بيتا.
تصنف الجينات إلى عائلات استناداً على النكليوتيدات أو تسلسلات البروتين المتشابهة. إن كانت الجينات في عائلة جينية معينة مشفرة للبروتين، فإن المصطلح عائلة بروتينية قد يستخدم للإشارة إليها.
توسع أو تقلص العائلات الجينية عبر السلالات قد يكون بسبب الصدفة، أو كنتيجة للاصطفاء الطبيعي.

## اقرأ أيضا
- قائمة العائلات الجينية
- عائلة بروتينية
- قائمة معلمات Y-STR